# Sochaux
Sochaux är en fransk kommun och  industristad i Département Doubs i regionen Bourgogne-Franche-Comté. Viktiga grannstäder är Montbéliard och Belfort. Sochaux är känt för sin tillverkning av Peugeot sedan 1912. År 2022 hade Sochaux 3 772 invånare.
Fotbollslaget FC Sochaux.

## Befolkningsutveckling
Antalet invånare i kommunen Sochaux
Referens:INSEE